# Vinicio Nesti
Pour les articles homonymes, voir Nesti.
Vinicio Nesti, né le 2 novembre 1931, à Livourne, en Italie et mort le 9 avril 2014, à Varese, en Italie, est un ancien joueur et entraîneur de basket-ball italien.

## Palmarès
- Champion d'Italie 1961